# Linux Security Modules
Linux Security Modules (LSM) — це фреймворк, що надає ядру Linux підтримку кількох різних моделей безпеки. Починаючи з версії ядра 2.6 LMS є його частиною, фреймворк ліцензований відповідно до умов GNU General Public License.
У офіційному ядрі[якому?] підтримуються AppArmor, SELinux, Smack і TOMOYO Linux. Версія ядра Linux 5.4, що вийшла у грудні 2019 року, додала підтримку механізму «kernel lockdown».
LSM використовується для надання модулям безпеки механізмів контролю доступу до об'єктів ядра. Технічно, архітектура LSM являє собою набір вбудованих у ядро хуків (англ. hooks), які викликаються перед зверненням до внутрішнього об'єкту, для того, щоб надати LSM можливість забезпечити свою політику управління доступом.
Модулі працюють паралельно із рідною моделлю безпеки Linux − DAC (англ. Discretionary Access Control). Перевірки LSM викликаються на дії, що дозволені DAC.